# Ceratina chalcites
Ceratina chalcites là một loài Hymenoptera trong họ Apidae. Loài này được Germar mô tả khoa học năm 1839.

## Hình ảnh

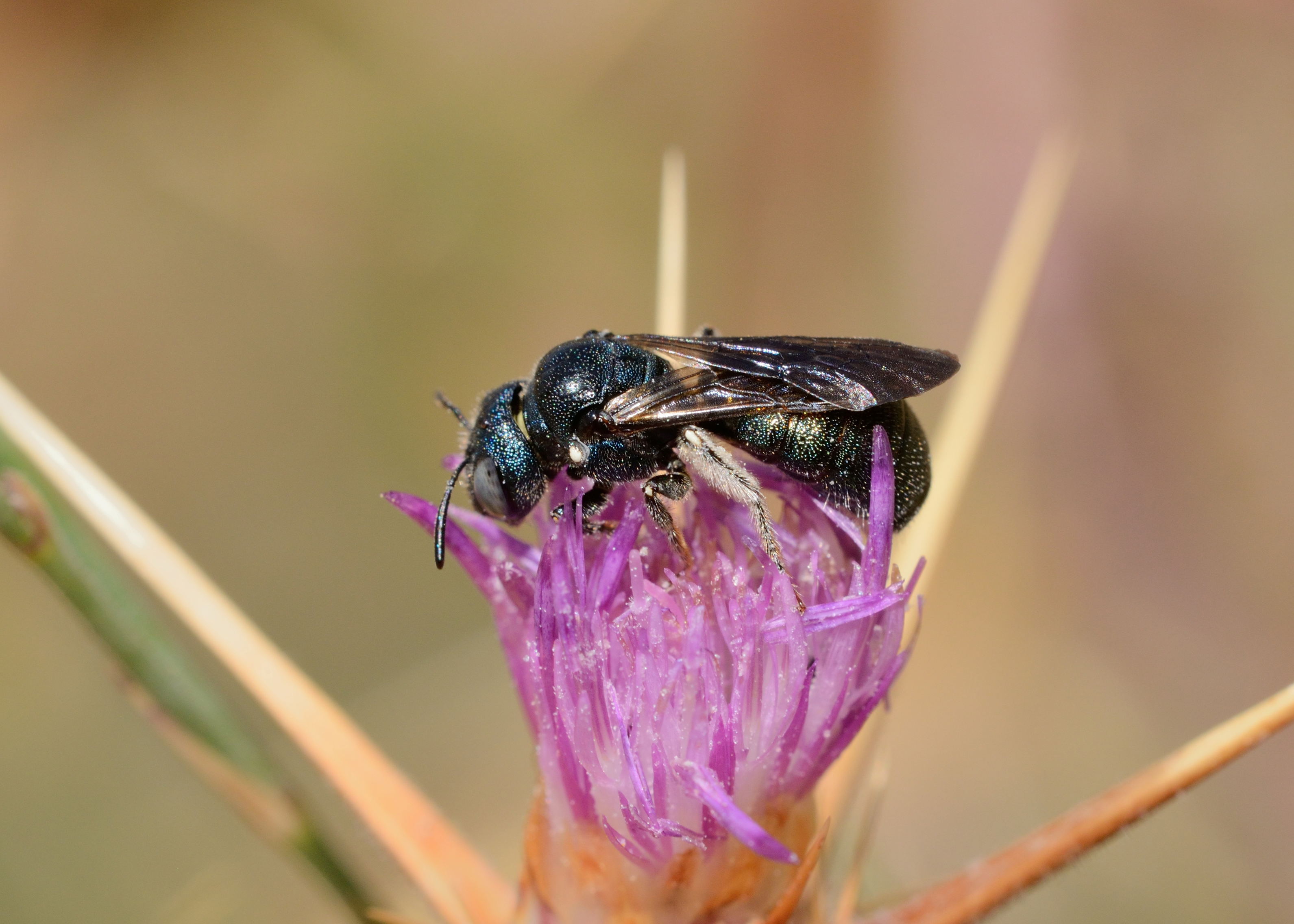
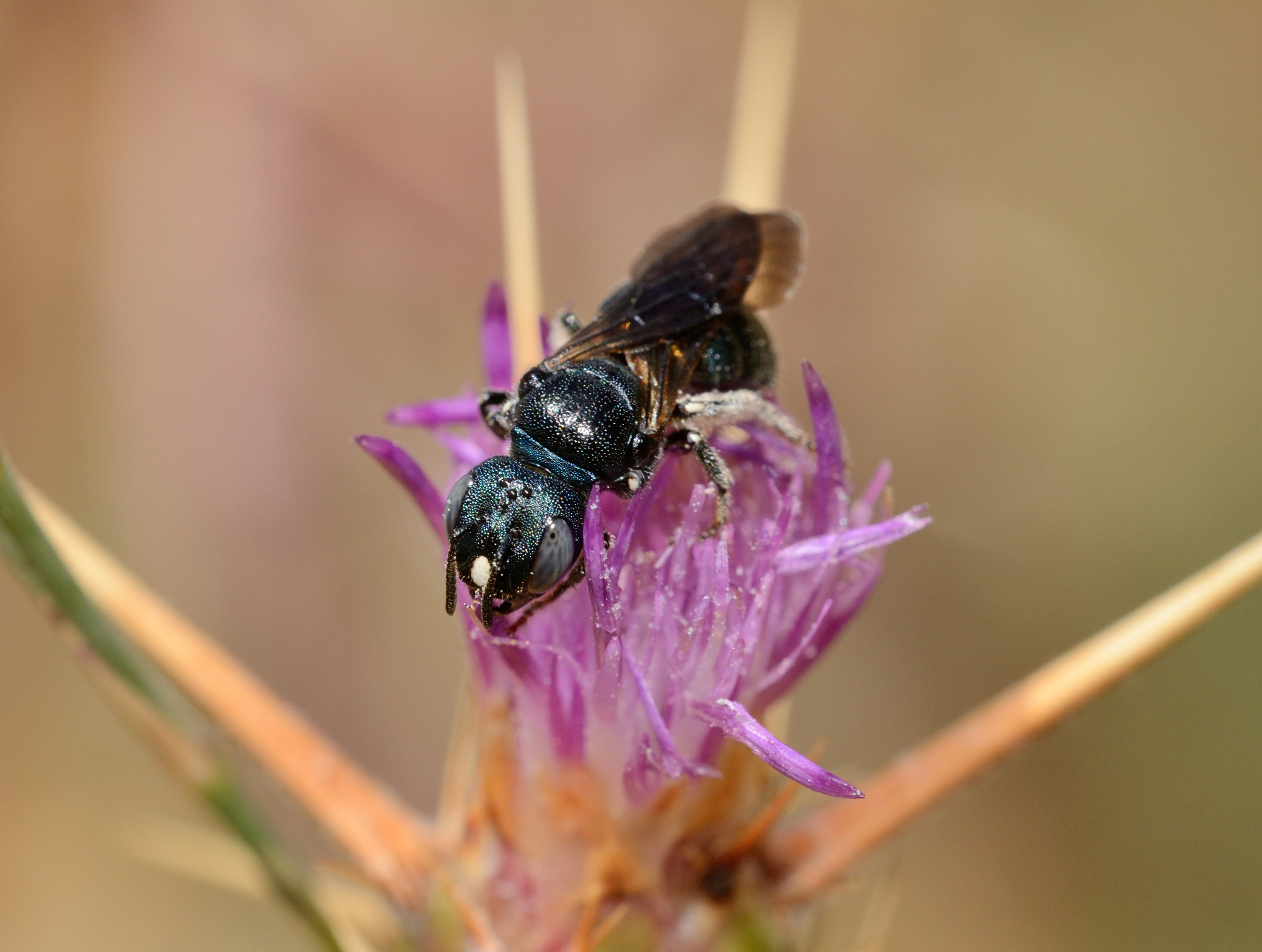
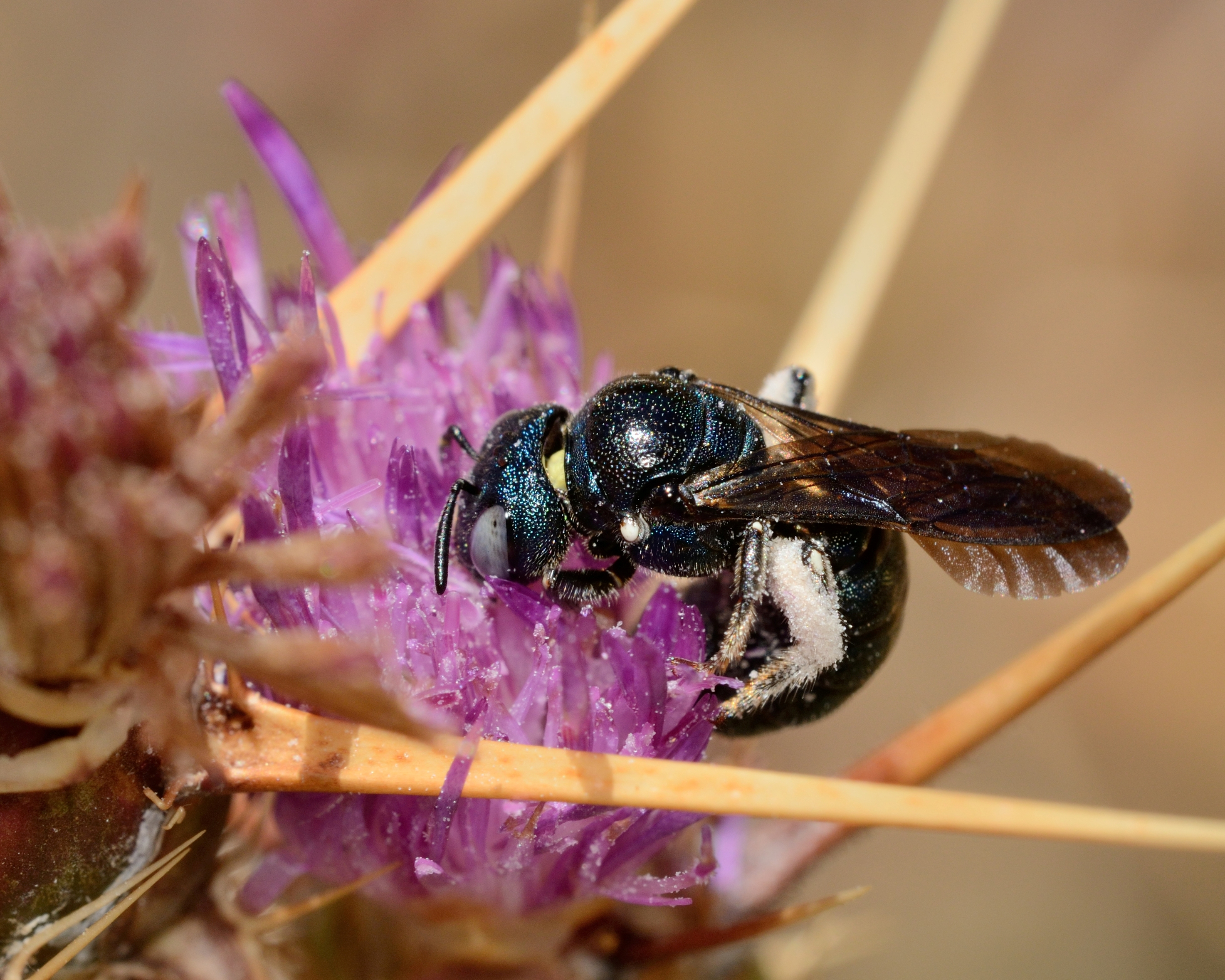